# Lijst van leden van Teylers Tweede Genootschap

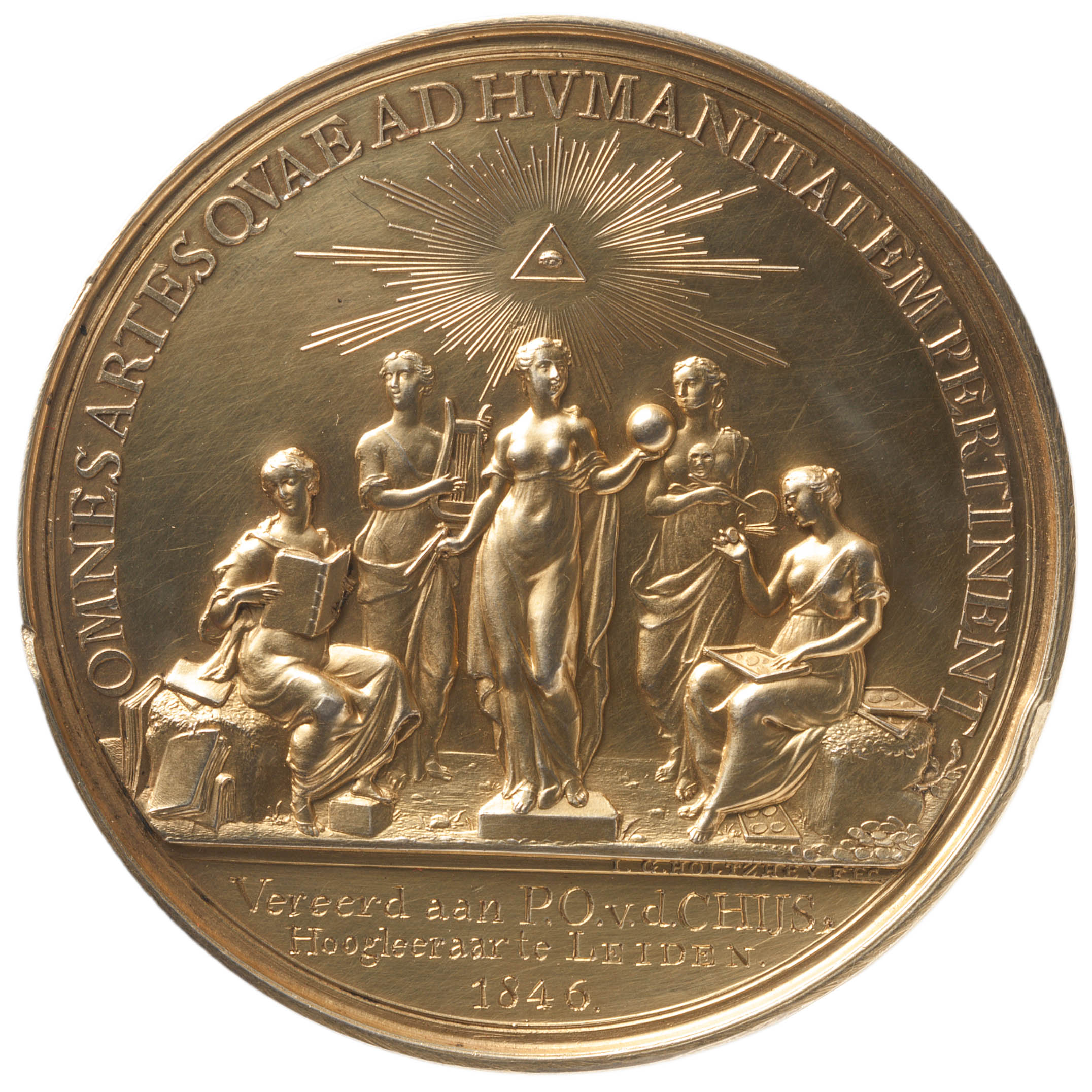
Johann Georg Holtzhey, medaille toegekend door Teylers Tweede Genootschap aan Pieter Otto van der Chijs in 1846, zilver (later verguld).

Deze lijst bevat een overzicht van de normale leden van Teylers Tweede Genootschap (Teylers Wetenschappelijk Genootschap). Er waren zes leden in het genootschap, benoemd voor het leven (het is aangegeven als en wanneer de leden ontslag hebben genomen). Buitengewone leden zijn niet aangegeven. De jaartallen verwijzen naar de duur van het lidmaatschap.

## Oorspronkelijk aangewezen leden
De oorspronkelijk per testament van Pieter Teyler van der Hulst aangewezen leden waren:
- Gerrit Willem van Oosten de Bruijn (1778 - 1797)
- Cornelis Elout (1778 - 1779)
- Jan Bosch (1778 - 1780)
- Johannes Enschedé Sr. (1778 - 1780)
- Jean le Clé (1778 - 1802)
- Bernardus Vriends (1778 - 1791)

## Toegevoegde leden
Later toegevoegde leden:
- Martinus van Marum (1779 - 1837)
- Jean Gijsbert Decker (1780 - 1808), bedankt
- Willem Anne Lestevenon (1780 - 1797), bedankt
- Pieter Hermannes Klaarenbeek (1791 - 1797), bedankt
- Johannes Enschedé Jr. (1797 - 1799)
- Jan van der Roest (1797 - 1814)
- Jossue Teyssedre l'Ange (1797 - 1853)
- Christiaan Brunings (1799 - 1805)
- Adriaan van den Ende (1802 - 1842), bedankt
- Joseph Chrysostomus Bernardus Bernard (1805 - 1836), bedankt
- Pieter Hermannes Klaarenbeek (1811 - 1812), bedankt
- Adriaan van der Willigen (1812 - 1841)
- Caspar Georg Carl Reinwardt (1814 - 1854)
- Johannes Enschedé III (1836 - 1866)
- Jacobus Albertus van Bemmelen (1838 - 1853)
- Jacques Gisbert Samuel van Breda (1841 - 1867)
- Jan Justus Enschedé (1842 - 1850), bedankt
- Hugo Beijerman (1850 - 1870)
- Peter Elias (1853 - 1878)
- Jan Geel (1853 - 1858), bedankt
- Jan van der Hoeven (1854 - 1868)
- Jeronimo de Bosch Kemper (1858 - 1876)
- Volkert Simon Maarten van der Willigen (1866 - 1878)
- Adriaan van der Willigen Pzn. (1867 - 1876), bedankt
- Douwe Lubach (1868 - 1902)
- Robert Jacobus Fruin (1870 - 1899)
- Adriaan Justus Enschedé (1876 - 1896)
- Arie Cornelis Kruseman (1876 - 1894)
- Carel Johannes Matthes (1878 - 1882)
- Elisa van der Ven (1878 - 1909)
- Hendrik Jacob Scholten (1882 - 1907)
- Jeronimo de Vries (1894 - 1914), bedankt
- Theodorus Marinus Roest (1896 - 1898)
- Johan Wilhelmus Stephanik (1898 - 1905)
- Pieter Lodewijk Muller (1899 - 1904)
- Hugo de Vries (1902 - 1935)
- Petrus Johannes Blok (1905 - 1929)
- Henri Jean de Dompierre de Chaufpié (1905 - 1911)
- Ernst Wilhelm Moes (1907 - 1911)
- Hendrik Antoon Lorentz (1909 - 1928)
- Adolf Octave van Kerkwijk (1911 - 1949), bedankt
- Cornelis Hofstede de Groot (1912 - 1930)
- Gerard Kalff (1914 - 1924)[bron?]
- Jan Willem Muller (1928 - 1957)
- Adriaan Daniël Fokker (1930 - 1945), bedankt[bron?]
- Johan Huizinga (1930 - 1945)
- Wilhelm Martin (1930 - 1954)
- Lourens Gerhard Marinus Baas Becking (1935 - 1940), bedankt; (1941 - 1945), bedankt
- Jan Steffen Bartstra (1945 - 1959)[bron?]
- Pieter Nicolaas van Eyck (1945 - 1950), bedankt
- Victor Jacob Koningsberger (1946 - 1965)[1]
- Johan Willem Frederiks (1949 - 1959)[bron?]
- Pieter Minderaa (1950 - 1965)
- Johan Quirijn van Regteren Altena (1954 - 1970)
- Jacob Kistemaker (1957 - ?)
- Hendrik Enno van Gelder (1959 - ?)
- Johan Christiaan Boogman (1959 - ?)
- Cornelis Frederik Petrus Stutterheim (1965 - 1973)
- Maurits Henri van Raalte (1907 - 2002)
- Sturla Jonasson Gudlaugsson (1970 - 1971)
- Theodoor Herman Lunsingh Scheurleer (1971 - ?)
- Henri Albert Gomperts (1973 - ?)
- Harm Habing (? -  2008/2009)
- Rob Visser (? -  2012/2013)
- Ilja Veldman (? -  2014/2015)
- Arent Pol (?  - heden)
- Louise Vet (?  - heden)
- Niek van Sas (?  - heden)
- Wim van Anrooij (?  - heden)
- Wim van Saarloos (2008/2009 - heden)
- Frans van Lunteren (2012/2013 - heden)
- Yvonne Bleyerveld (2014/2015 - heden)